# Bistum Beroea
Koordinaten: 36° 12′ 17,1″ N, 37° 9′ 46,8″ O
Das Bistum Beroea war ein frühchristlich-byzantinischer Bischofssitz in der antiken Stadt Beroea in der römischen Provinz Syria Coele bzw. der spätrömisch-byzantinischen Provinz Syria Prima, im heutigen Aleppo, Gouvernement Aleppo (Syrien). Der frühchristlich-byzantinische Bischofssitz ist bereits im 4. Jahrhundert nachgewiesen. Er ging zu einem nicht genauer bekannten Zeitpunkt nach der arabischen Eroberung (636) unter. 
Es gibt weiterhin ein Bistum Beroea der Armenischen Apostolischen Kirche.

## Geschichte
Die ältesten urkundlichen Nachweise der Stadt Aleppo reichen zurück bis ins 19. Jahrhundert v. Chr. Die Stadt war damals Hauptstadt des Königreichs Jamchad. Die weitere Geschichte ist sehr wechselhaft. 333 v. Chr. besetzte Alexander der Große Aleppo. Einer seiner Diadochen, Seleukos I. Nikator legte die Stadt neu an, nannte sie Beroia und besetzte sie mit makedonischen Siedlern. Der Name ist ein übertragener Name einer gleich lautenden Stadt in Makedonien. 88 v. Chr. wurde sie in das armenische Reich eingegliedert; 64 v. Chr. wurde Syrien römische Provinz. Beroea/Aleppo nahm nun einen gewaltigen Aufschwung und wuchs in der Spätantike zur zweitgrößten Stadt Syriens an. Kaiser Septimius Severus teilte 194 n. Chr. die große Provinz Syria in zwei Provinzen, eine nördliche Provinz Syria Coele und eine südliche Provinz Syria Phoenice. Um 400 wurden die beiden Provinzen erneut geteilt; Syria Coele wurde in Syria Prima und Syria Secunda geteilt, Syria Phoenice in die Provinzen Phoenicia und Phoenicia Libani. Beroea kam zur Provinz Syria Prima. 
Das Bistum Beroea gehört um 400 zur Kirchenprovinz Seleucia Pieria. 536 wurde das Bistum Beroea bereits Metropolis (entsprechend Erzbistum) genannt. Es war damit eine autokephale (Erz-)Diözese, d. h. sie unterstand direkt dem Patriarchen in Antiochia. 

## Bischöfe
- 324/25 Eustathius,[3][4] wurde 325 Patriarch von Antiochien und nahm als solcher am Ersten Konzil von Nicäa teil, 331 abgesetzt
- Cyrus, vertrieben unter Kaiser Constantius II.[3][4][5]
- Meletius I., Le Quien[3] und Treppner[5] führen hier noch einen Bischof Meletius auf, der aber in Gams fehlt.[4] Nach Treppner war Meletius vorher Bischof von Sebaste, und wurde 360 Patriarch von Antiochien
- 362/63 Anatolius[3][4][2]
- 370 Theodotus[3][4] (nach Honigman Bischof von Beroea in Armenia II[2])
- 372 Antiochus[2] (fehlt in Gams und Le Quien)
- 381 bis (†) 437 (116 Jahre alt) Acacius[3][4]
- 438 bis 458 Theoctistus[3][4]
- 512 Peter, nahm an der Inthronisation des Patriarchen Severus teil[2]
- 518 Antoninus,[3][4] wurde auf Betreiben von Kaiser Justin I. aus dem Amt entfernt
- 536 bis 540 Megas[3][4]

Le Quien führt noch sieben weitere Bischöfe auf, deren Zugehörigkeit zur griechisch-byzantinischen Glaubensrichtung nicht gesichert ist.
In der Tradition des untergegangenen Bischofssitzes vergibt (bzw. vergab) die römisch-katholische Kirche entsprechend der letzten Stellung des Bistums in der Kirchenhierarchie den Titel eines Erzbischofs von Beroea (derzeit vakant).